# Антонін Царван
Антонін Царван (чеськ. Antonín Carvan; 15 травня 1901, Кладно — 1 листопада 1959, Прага) — чеський футболіст із відомого осередку талантів Крочеглави, гравець збірної Чехословаччини. Після завершення кар'єри гравця — тренер.

## Футбольна кар'єра
Зіграв чотирнадцять матчів за збірну Чехословаччини між 1924 і 1930 роками. Починав у клубі «Крочеглави», потім грав у «Жиденіце», «Уніоні» (Жижков) і «Вікторії» (Жижков), звідки перебрався до «Спарти» (Прага) в 1926 році. Очікувалося, що він з часом замінить легендарного Пешека-Кадю в центрі півзахисту, але його визнали занадто повільним для цієї позиції та перемістили на край півзахисту (де на той час швидкість не була такою важливою). Крім того, Кадя не збирався на футбольну пенсію і грав в клубі ще досить довго, довше самого Царвана. У складі «Спарти» Антонін провів 188 матчів і двічі ставав з нею чемпіоном Чехословаччини — у 1926 і 1927 роках, чотири рази грав у Кубку Мітропи.
Чеський спортивний журналіст та історик Зденек Шалек охарактеризував його словами: «Він чудово грав головою, але був повільним. Надійний гравець».

## Статистика виступів
| Сезон                            | Матчі | Голи | Клуб            |
| -------------------------------- | ----- | ---- | --------------- |
| Перша ліга 1925                  | –     | 3    | Вікторія Жижков |
| Перша ліга 1925/26               | –     | 9    | Вікторія Жижков |
| Перша ліга 1925/26               | –     | 0    | Спарта Прага    |
| Кваліфікація до Першої ліги 1927 | –     | 1    | Спарта Прага    |
| Перша ліга 1927/28               | –     | 0    | Спарта Прага    |
| Перша ліга 1928/29               | –     | 0    | Спарта Прага    |
| Перша ліга 1929/30               | –     | 1    | Спарта Прага    |
| Перша ліга 1930/31               | –     | 0    | Наход           |
| Перша ліга 1931/32               | –     | 0    | Наход           |
| РАЗОМ I. ЛІГА                    | 89    | 14   |                 |

## Тренерська кар'єра
Свою тренерську кар'єру він розпочав у Франції як граючий тренер «Нім Олімпік» з весни 1932 до весни 1934 року. У Чехословацькій лізі тренував «Жиденіце» з весни 1936 по весну 1938.

## Титули і досягнення
- Чемпіон Чехословаччини (2):

«Спарта» (Прага): 1926, 1927
- Срібний призер чемпіонату Чехословаччини (1):

«Спарта» (Прага): 1930
- Фіналіст Середньочеського кубка (3):

«Спарта» (Прага):  1927, 1928
- Фіналіст Кубка Мітропи (1):

«Спарта» (Прага): 1930